# Legionáriusbetegség
A legionáriusbetegség (legionellosis) a Legionella baktériumtörzshöz tartozó kórokozók által terjesztett fertőző betegség, tipikus civilizációs kór. Az esetek jelentős részében a megbetegedést a Legionella pneumophila baktérium okozza. Ez egy mindenütt jelen lévő vízi organizmus, amely 25 °C és 45 °C közötti hőmérsékleten tud növekedni. Ez egy nagyon széles körben előforduló baktérium, veszélyt azonban csak abban az esetben jelent, ha a legionellát tartalmazó vizet apró cseppek formájában belélegezzük. Ha a baktériumok a tüdőbe jutnak, akkor az influenzaszerű tüneteket követően az ember ellenállóképességétől függően súlyos tüdőgyulladást, emésztőrendszeri és idegrendszeri megbetegedést, legvégső esetben akár halált is okozhat.  
A legionellózisnak két megkülönböztethető formája létezik:
- Atípusos legionella pneumonia, azaz a legionáriusbetegség: fő tünete a tüdőgyulladás, amely magas lázzal és változatos extrapulmonális tünetekkel társulva gyakran életveszélyes állapotot okozhat.
- Pontiac-láz: ugyanattól a baktériumtól keletkezik, de egy tüdőgyulladás nélküli és sokkal enyhébb lefolyású légzőszervi megbetegedést okoz, amely hasonlít az akut influenzához.

## Története
A betegség elnevezése 1976-ból származik, amikor is egy Philadelphiában tartott Amerikai Légió nevű veteránszervezet gyűlése után tömeges tüdőgyulladás tört ki, amely több mint 30 halálos áldozatot követelt, és jelentős figyelmet kapott a médián keresztül. Erős ellenálló képességű személyek esetén a betegség nem is alakul ki, más esetekben akár halálos is lehet. A halálozási arány a megfertőzöttek 5-30% között tehető.

## Jelek, tünetek
A legionellák által létrehozott humán megbetegedéseket összefoglaló néven legionellózisnak nevezik; két kórformája különíthető el: a nem-pneumóniás forma (Pontiac-láz, Lochgoilhead-láz) és a legionáriusbetegség. 
A legionáriusbetegség vezető klinikai tünete a pneumónia, amely magas lázzal és változatos extrapulmonális tünetekkel társulva gyakran életveszélyes állapot kialakulásához vezet. A betegség jelei a láz, hidegrázás és köhögés, ami lehet száraz vagy hurutos. A betegség 2-10 napos lappangási idő után influenzaszerű tünetekkel kezdődik, majd 12-48 óra múlva hidegrázás, magas láz és fokozódó erősségű, száraz köhögés jelentkezik. A 2-3. naptól kezdődően a tüdőgyulladás tünetei dominálnak. Kialakulhat nehézlégzés, tachypnoe. Gyakoriak a központi idegrendszeri és gasztrointesztinális tünetek, úgymint fejfájás, fáradékonyság, étvágytalanság, szédülés, hasmenés és hányás. A legionáriusbetegségből gyógyult betegek még hónapok múlva is gyengeségről, fáradékonyságról panaszkodhatnak. A diagnózist megnehezíti, hogy a legionárius megbetegedést nehéz elkülöníteni egyéb pneumóniától. Csupán a radiológiai kép alapján a legionáriusbetegség nem azonosítható; egyéb tesztek elvégzése is szükséges a diagnózis felállításához. 
A nem-pneumóniás forma, az influenza-szerű tünetekkel járó Pontiac-láz esetében a betegek izomfájdalmat és lázat tapasztalhatnak, a tüdőgyulladás jelei nélkül. Ezen betegek általában 2-5 nap alatt mindenféle beavatkozás nélkül meg is gyógyulnak.  Halálos kimenetelű megbetegedést még nem írtak le.

## A fertőzés
Európában és az Amerikai Egyesült Államokban a legtöbb legionáriusmegbetegedés kóroki ágenseként a L. pneumophilát, annak is jellemzően az 1-es szerotípusát azonosítják, azonban a genus egyéb fajai is képesek megbetegedést okozni. Eddig a genus 21 faját azonosították a legionáriusbetegség kóroki ágenseként. 
Európában a megbetegedések 70%-ért a L. pneumophila 1-es szerotípusa, 20-30%-ért a faj egyéb szerotípusai, 5-10%-ért pedig nem-pneumophila fajok tehetők felelőssé. A Legionella-fertőzés elleni védekezésben a celluláris immunválasznak van elsődleges szerepe. Fokozott veszélynek vannak kitéve a csökkent védekezőképességű személyek és az idült alapbetegségben szenvedők. Hajlamosító tényező az 50 évesnél magasabb életkor, a férfi nem, az erős dohányzás, az alkoholizmus, illetve különböző intenzív osztályon történő kezelést igénylő állapotok. Gyermekek és fiatal felnőttek ritkán érintettek. 
A legionellák a kórokozót terjesztő közegekből háromféle mechanizmussal juthatnak az emberi szervezetbe: inhalációval, aspirációval valamint direkt kontaktus útján.
A megbetegedés jellemzően leggyakrabban a baktérium belélegzésével alakul ki. Az alsó légúti traktus fertőzésének egy másik valószínű mechanizmusa a legionellát tartalmazó víz aspirációja, amely elsősorban nosocomialis (kórházi) megbetegedések esetén kerül előtérbe. Lényegesen ritkábban a friss sebbe közvetlen módon bejutó legionellák is okozhatnak fertőzést. 
Legionellákat tartalmazó aeroszolok az épített vizes környezetek teljes spektrumából származóan kimutathatók, így használati vízrendszerek, hűtőtornyok, pezsgőfürdők, szökőkutak, permetezők, kerti locsolók, nagynyomású vizes tisztítók, tűzoltásra alkalmas sprinkler rendszerek, párásítók, fogászati székek és lélegeztető készülékek is lehetnek a kórokozót terjesztő közegek a korábban elsődleges forrásnak tartott, nem megfelelően installált, üzemeltetett, és/vagy karbantartott klímaberendezések mellett.
Egy komoly lehetséges veszélyforrás a nem megfelelően fertőtlenített és karbantartás nélkül üzemeltetett – elsősorban nedves hűtési technológiával üzemelő – központi légkondicionáló berendezések alkalmazása, ahol a kórokozó a légszállítás során nagy területen jelenhet meg rövid idő alatt. 
A legnagyobb legionáriusmegbetegedés-járványok hűtőtornyokhoz köthetők ugyan, a sporadikus, területen szerzett vagy nosocomialis legionárius megbetegedések hátterében azonban gyakran a hálózati víz az expozíciós forrás. 
A fertőzés emberről emberre általában nem terjed.
Az európai surveillance rendszer a 2009. évben 5518 esetet regisztrált (493,1 millió lakosra). 
Magyarországról a 2009. évben 65 esetet jelentettek, amely az európai átlagnak kb. fele. Az alacsony hazai esetszám felveti a gyanúját, hogy Magyarországon jelenleg a legionáriusbetegség – magas letalitása ellenére – jelentősen aluldiagnosztizált és/vagy aluljelentett. 
Az alacsony incidencia ellenére a megbetegedés jelentősége azért figyelemre méltó, mert a halálozási aránya rendkívül magas: az európai surveillance adatok szerint a jól működő figyelőrendszerekben 10-30% közötti halálozási arányt regisztrálnak. A magyarországi letalitás 1998–2010 között jellemzően 10% volt, de egyes években a 30%-ot is elérte. 
A Legionella okozta fertőzéseket az Európai Betegségmegelőzési és Járványügyi Központ (ECDC) expozíció helye szerint is kategorizálja: megkülönböztet területen szerzett, utazással összefüggő, valamint nosocomialis (kórházi) megbetegedéseket. Az ECDC szerint a 2009-ben jelentett esetek: 67,9%-a területen szerzett, 21,6%-a utazással összefüggő, 9,3%-a nosocomialis eredetű, 1,1%-a ismeretlen eredetű.

## Megelőzése
A különböző, az épített vizes környezetekben a legionellák szaporodását befolyásoló tényezők közül a víz hőmérséklete a legmeghatározóbb. A L. pneumophila optimális szaporodási hőmérséklete 32–42°C között van. Használati melegvízrendszer esetében a teljes rendszerben 60°C-nál folyamatosan magasabban tartott használati melegvíz hőmérséklet és a végkifolyókon 55°C-nál melegebb víz szignifikánsan csökkenti a Legionella spp. növekedését és kimutathatóságát. 
A megelőzés során a legfontosabb mindenekelőtt a pangó vízterek minimalizálása. Amennyiben a pangás nem elkerülhető, fontos a környezetünkben lévő pangó vizek, illetve az ezekkel szennyezett szerelvények, tartósan nedves felületek fertőtlenítése, a vizes helyiségek csaptelepeinek, szanitereinek tisztán tartása, illetve a használati melegvíz hőmérsékletének 55°C felett tartása. 
Légkondicionáló berendezés használata esetén feltétlenül fertőtlenítendő a berendezés párásító szekciójának víztartálya, amennyiben hideg víz porlasztásával működik. Háztartási klímáknál nem létezik ilyen. Tisztán kell tartani a légcsatornákat, valamint a hőcserélő felületeket. Fertőtleníteni kell a helyiségek közelében lévő, pangó vizet tartalmazó esővízgyűjtőket, díszkutakat, medencék vizét és az ezeket körülvevő nedves felületeket.

## Fordítás
- Ez a szócikk részben vagy egészben  a   Legionellosis című angol Wikipédia-szócikk ezen változatának fordításán alapul.  Az eredeti cikk szerkesztőit annak laptörténete sorolja fel. Ez a jelzés csupán a megfogalmazás eredetét és a szerzői jogokat jelzi, nem szolgál a cikkben szereplő információk forrásmegjelöléseként.